# .22 Extra Long
El .22 Extra Long és un cartutx de percussió anular de calibre .22 in (0,22 polzades o 5,7 mm). És un disseny estatunidenc basat en el .22 Long, allargant-ne la beina per augmentar la capacitat de pólvora i obtenir major velocitat.

## Història
El cartutx .22 Extra Long va ser introduït l'any 1878, i va ser utilitzat en rifles de les companyies Remington, Ballard, Wesson i Stevens. A partir del 1916 també es va introduir en els fusells de forrellat monotir M1903 i M1904 de Winchester, així com en els revòlvers Smith & Wesson.
Va ser dissenyat amb una bala lubricada de 40 gr (2,6 g), la mateixa que posteriorment utilitzaria el molt més comú calibre .22 Long Rifle, i 6 gr (389 mg) de pólvora negra. Al principi va superava lleugerament la velocitat del .22 LR, però amb una precisió menor. Amb versions posteriors d'aquests calibres, fabricats ja amb càrregues de pólvora sense fum el .22LR assolia la mateixa velocitat de sortida i una major pressió.
Igual que amb els cartutxos .22 Winchester Automatic i .22 Remington Automatic, el .22 Extra Long no es pot utilitzar en armes amb recambres dissenyades pel calibre .22 LR, ja que la beina té una longitud major que aquest. No obstant això, un cartutx de percussió anular més curt, però del mateix diàmetre de beina, pot ser disparat de manera segura per una arma dissenyada per a un cartutx més llarg. Per exemple, una arma per a cartutxos (principalment revòlvers).22 LR, pot disparar cartutxos .22 Long i .22 Curt (de la mateixa manera, un cartutx .38 Especial pot ser disparat en un revòlver .357 Magnum).
El .22 Extra Long va deixar d'oferir-se al mercat l'any 1935.

## .22 Extra Long Suís
Seguint el mateix procés que amb el .22 Extra Long a Suïssa van crear cartutxos amb beina allargada, cercant potenciar el .22 Long. A la dècada del 1880 es va dissenyar el .22 Extra Long Suís. Aquest es diferenciava del .22 Extra Long estatunidenc, ja que la longitud de beina del suís era de 18,6 mm mentre que la del nord-americà era de 19,8 mm; la longitud total del suís era de 28 mm mentre que la del nord-americà era de 29,9 mm. També existien lleugeres diferències en potència. La nomenclatura mil·limètrica del .22 Extra Long suís seria "5,6x18 mm" mentre que la del nord-americà seriam "5,6x20 mm".